# Pinel-Hauterive
Pour les articles homonymes, voir Pinel, Hauterive et Caubel.
Pinel-Hauterive est une commune du Sud-Ouest de la France, située dans le département de Lot-et-Garonne (région Nouvelle-Aquitaine).
Après la fusion des communes de Pinel et de Hauterive pour constituer Pinel-Hauterive, Saint-Pierre-de-Caubel s'y est intégré en 1972.

## Géographie

### Localisation
Commune de l'aire d'attraction de Villeneuve-sur-Lot située sur le Lot à une quinzaine de kilomètres à l'ouest de Villeneuve-sur-Lot.

### Communes limitrophes
Les communes limitrophes sont  Beaugas, Casseneuil, Monbahus, Monclar, Montastruc, Saint-Pastour, Saint-Étienne-de-Fougères et Sainte-Livrade-sur-Lot.
| Monbahus (par un quadripoint) | Beaugas                   | Saint-Pastour          |
| Montastruc                    | Pinel-Hauterive           | Casseneuil             |
| Monclar                       | Saint-Étienne-de-Fougères | Sainte-Livrade-sur-Lot |

### Géologie et relief
La commune de Pinel se situe principalement sur une formation de biocalcaire et de molasse géokarstique. Cette configuration topographique assez accidentée résulte de la formation du Massif central relativement proche et de sa rencontre avec le Bassin aquitain dans lequel elle se trouve.
La commune est généralement considérée du point de vue géographique comme étant un point culminant local d'altitude modérée à tendance tertiaire post-glaciaire.

### Climat
Pour des articles plus généraux, voir Climat de la Nouvelle-Aquitaine et Climat de Lot-et-Garonne.
Historiquement, la commune est exposée à un climat océanique aquitain.  
En 2020, Météo-France publie une typologie des climats de la France métropolitaine dans laquelle la commune est exposée à un climat océanique altéré et est dans la région climatique Aquitaine, Gascogne, caractérisée par une pluviométrie abondante au printemps, modérée en automne, un faible ensoleillement au printemps, un été chaud (19,5 °C), des vents faibles, des brouillards fréquents en automne et en hiver et des orages fréquents en été (15 à 20 jours).
Pour la période 1971-2000, la température annuelle moyenne est de 12,9 °C, avec une amplitude thermique annuelle de 15,4 °C. Le cumul annuel moyen de précipitations est de 812 mm, avec 11,6 jours de précipitations en janvier et 6,8 jours en juillet. Pour la période 1991-2020, la température moyenne annuelle observée sur la station météorologique la plus proche, située sur la commune de Cancon à 11,72 km à vol d'oiseau, est de 13,4 °C et le cumul annuel moyen de précipitations est de 852,4 mm,. Pour l'avenir, les paramètres climatiques de la commune estimés pour 2050 selon différents scénarios d'émission de gaz à effet de serre sont consultables sur un site dédié publié par Météo-France en novembre 2022.

## Urbanisme

### Typologie
Au 1er janvier 2024, Pinel-Hauterive est catégorisée commune rurale à habitat très dispersé, selon la nouvelle grille communale de densité à sept niveaux définie par l'Insee en 2022.
Elle est située hors unité urbaine. Par ailleurs la commune fait partie de l'aire d'attraction de Villeneuve-sur-Lot, dont elle est une commune de la couronne,. Cette aire, qui regroupe 34 communes, est catégorisée dans les aires de 50 000 à moins de 200 000 habitants,.

### Occupation des sols

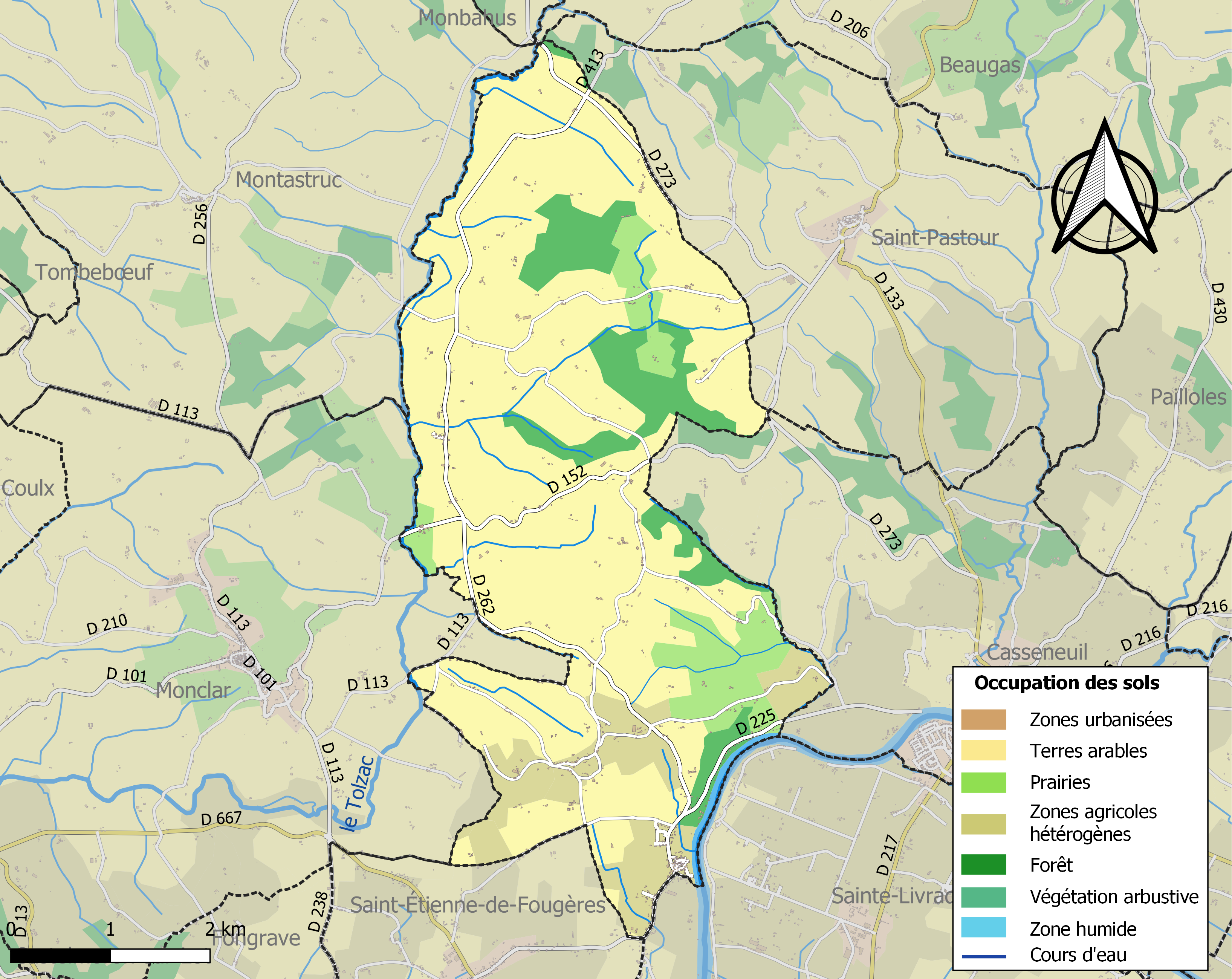
Carte des infrastructures et de l'occupation des sols de la commune en 2018 (CLC).

L'occupation des sols de la commune, telle qu'elle ressort de la base de données européenne d’occupation biophysique des sols Corine Land Cover (CLC), est marquée par l'importance des territoires agricoles (89,3 % en 2018), une proportion sensiblement équivalente à celle de 1990 (89,2 %). La répartition détaillée en 2018 est la suivante : 
terres arables (65,4 %), zones agricoles hétérogènes (10 %), forêts (10 %), prairies (8,2 %), cultures permanentes (5,7 %), eaux continentales (0,7 %). L'évolution de l’occupation des sols de la commune et de ses infrastructures peut être observée sur les différentes représentations cartographiques du territoire : la carte de Cassini (XVIIIe siècle), la carte d'état-major (1820-1866) et les cartes ou photos aériennes de l'IGN pour la période actuelle (1950 à aujourd'hui).

### Risques majeurs
Le territoire de la commune de Pinel-Hauterive est vulnérable à différents aléas naturels : météorologiques (tempête, orage, neige, grand froid, canicule ou sécheresse), inondations, mouvements de terrains et séisme (sismicité très faible). Il est également exposé à un risque technologique, la rupture d'un barrage. Un site publié par le BRGM permet d'évaluer simplement et rapidement les risques d'un bien localisé soit par son adresse soit par le numéro de sa parcelle.

#### Risques naturels
Certaines parties du territoire communal sont susceptibles d’être affectées par le risque d’inondation par débordement de cours d'eau, notamment le Lot et le Tolzac. La commune a été reconnue en état de catastrophe naturelle au titre des dommages causés par les inondations et coulées de boue survenues en 1982, 1993, 1999, 2009, 2013 et 2021,.
Les mouvements de terrains susceptibles de se produire sur la commune sont des affaissements et effondrements liés aux cavités souterraines (hors mines), des glissements de terrain et des tassements différentiels. Afin de mieux appréhender le risque d’affaissement de terrain, un inventaire national permet de localiser les éventuelles cavités souterraines sur la commune.

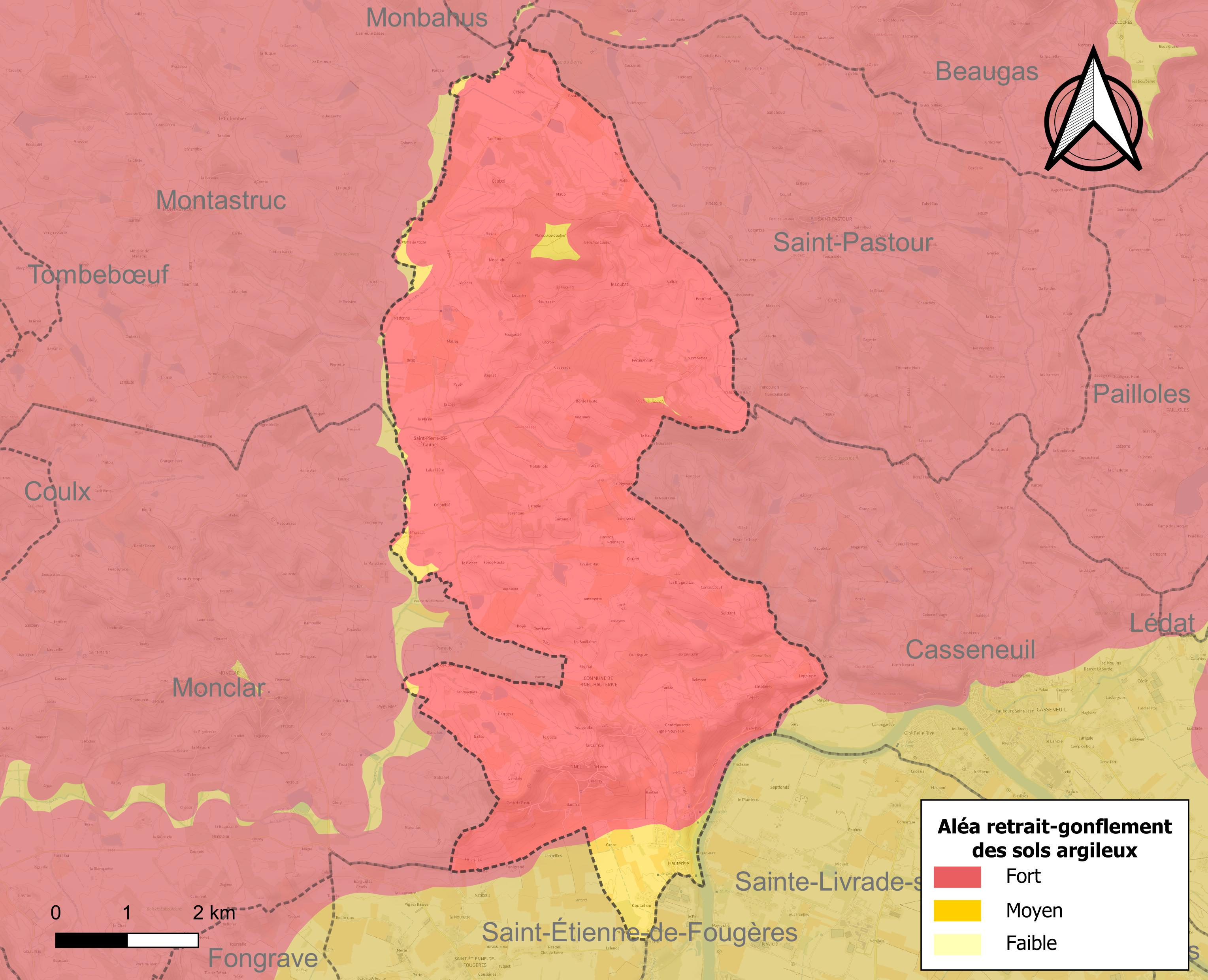
Carte des zones d'aléa retrait-gonflement des sols argileux de Pinel-Hauterive.

Le retrait-gonflement des sols argileux est susceptible d'engendrer des dommages importants aux bâtiments en cas d’alternance de périodes de sécheresse et de pluie. La totalité de la commune est en aléa moyen ou fort (91,8 % au niveau départemental et 48,5 % au niveau national). Depuis le 1er octobre 2020, en application de la loi ELAN, différentes contraintes s'imposent aux vendeurs, maîtres d'ouvrages ou constructeurs de biens situés dans une zone classée en aléa moyen ou fort,.
Concernant les mouvements de terrains, la commune a été reconnue en état de catastrophe naturelle au titre des dommages causés par la sécheresse en 1990, 2003 et 2011 et par des mouvements de terrain en 1999.

#### Risque technologique
La commune est en outre située en aval des barrages de Grandval dans le Cantal et de Sarrans en Aveyron, des ouvrages de classe A. À ce titre elle est susceptible d’être touchée par l’onde de submersion consécutive à la rupture de cet ouvrage.

## Toponymie
Le nom Pinel dans Pinel-Hauterive vient de l'occitan pinèl, qui signifie « rameau de pin », « bouquet » et a vraisemblablement signifié « petit pin ». [citation nécessaire]

## Histoire
La commune a été créée sur les bases de l'oppidum gallo-romain de "Garum".

Hauterive conserve la trace d'une motte et basse-cour sur le bord du Lot, assurément médiévale, et qui a vraisemblablement abrité une résidence seigneuriale.

Dans le traité de paix—dit traité de Meaux—conclu en mars 1229 entre le Cardinal-légat du Pape, la régente Blanche de Castille au nom du jeune roi Louis IX, et Raymond VII, comte de Toulouse, Hauterive fait partie des 30 villes et châteaux dont le comte s'engage à détruire complètement les fortifications et combler les fossés.
Avant 1240, Raymond Bernard de Rovignan possède des droits sur Galapian, Lusignan et Hauterive. En 1240, sa veuve, Studia, donne à l’évêque d’Agen toutes les dîmes qu’avait son mari sur Lusignan et Hauterive.

En 1461, Hauterive figurait parmi les nombreuses possessions de Poton de Xaintrailles.

Mais sa configuration actuelle a été confiée en 1623 par le comte Godefroy d'Agenais à l'intendant Philippe Jimenoise, prieur du couvent des Augustins de Sainte-Livrade-sur-Lot. Son travail bien que peu apprécié remporta tout de même un franc succès auprès des Licopodes. À noter qu'il fut aidé dans cette tâche par Émilie de Lacombe, duchesse de Brive-la-Gaillarde, qui faisait partie de la famille du seigneur de Sainte-Livrade-sur-Lot.

Philippe Jimenoise décédera quelques années plus tard (date toujours indéterminée) de la peste décimant une grande partie du village.

Des vestiges témoignent de la présence romaine et du saccage du village par les huguenots.
L'église de Pinel et l'ensemble du causse pinelois a été le lieu d'intenses batailles lors de la guerre de Cent Ans. En effet, lors de la rétrocession du territoire agenais au royaume anglais, ce qui n'était pas encore la commune de Pinel, était en la possession du couvent des augustins de Sainte-Livrade-sur-Lot. Ces derniers firent alors construire un oratoire consacré à saint Rodrigue, et fortifièrent l'ensemble du village, et ce grâce aux différentes carrières présentes dans les environs. Le gisement le plus important de Pipérazine (roche calcaire sédimentaire à stratification lente, donc plus résistante) est encore visible de nos jours et porte le nom de « carrière de Boregonde ».
De ces fortifications il ne reste malheureusement plus rien aujourd'hui, seul subsiste l'oratoire, bien qu'il soit englobé dans l'église actuelle. La niche d'adoration contenait les reliques du saint patron, sur le mur est du chœur.
Cette position stratégique sera prise et reprise force fois par les troupes anglaises et françaises et ce au prix d'intenses combats, qui ont altéré les bâtis militaires malgré une construction de manufacture excellente.

## Politique et administration
| Période                                  | Période  | Identité             | Étiquette | Qualité                      |
| ---------------------------------------- | -------- | -------------------- | --------- | ---------------------------- |
| Les données manquantes sont à compléter. |          |                      |           |                              |
| 1959                                     | 1994     | Roger Bouyne         |           |                              |
| 1994                                     | mai 2020 | Roland Soca          | SE        | Commerçant ambulant retraité |
| mai 2020                                 | En cours | Jean-Pierre Sagnette |           |                              |

## Démographie
L'évolution du nombre d'habitants est connue à travers les recensements de la population effectués dans la commune depuis 1793. Pour les communes de moins de 10 000 habitants, une enquête de recensement portant sur toute la population est réalisée tous les cinq ans, les populations de référence des années intermédiaires étant quant à elles estimées par interpolation ou extrapolation. Pour la commune, le premier recensement exhaustif entrant dans le cadre du nouveau dispositif a été réalisé en 2004.

En 2022, la commune comptait 572 habitants, en évolution de +0,35 % par rapport à 2016 (Lot-et-Garonne : −0,18 %, France hors Mayotte : +2,11 %).
| 1793 | 1800 | 1806 | 1821 | 1831 | 1836 | 1841 | 1846 | 1851 |
| ---- | ---- | ---- | ---- | ---- | ---- | ---- | ---- | ---- |
| 413  | 412  | 426  | 421  | 442  | 449  | 521  | 462  | 450  |

| 1856 | 1861 | 1866 | 1872 | 1876 | 1881 | 1886 | 1891 | 1896 |
| ---- | ---- | ---- | ---- | ---- | ---- | ---- | ---- | ---- |
| 417  | 410  | 448  | 391  | 382  | 347  | 335  | 319  | 322  |

| 1901 | 1906 | 1911 | 1921 | 1926 | 1931 | 1936 | 1946 | 1954 |
| ---- | ---- | ---- | ---- | ---- | ---- | ---- | ---- | ---- |
| 320  | 324  | 305  | 238  | 243  | 273  | 288  | 257  | 253  |

| 1962 | 1968 | 1975 | 1982 | 1990 | 1999 | 2004 | 2006 | 2009 |
| ---- | ---- | ---- | ---- | ---- | ---- | ---- | ---- | ---- |
| 216  | 205  | 402  | 395  | 461  | 461  | 495  | 509  | 526  |

| 2014 | 2019 | 2022 | - | - | - | - | - | - |
| ---- | ---- | ---- | - | - | - | - | - | - |
| 550  | 564  | 572  | - | - | - | - | - | - |

## Agriculture
À Saint-Pierre-de-Caubel, la Chambre d'agriculture du Lot-et-Garonne a fait construire une retenue d'eau (dite « lac de Caussade ») sur le ruisseau de Caussade, destinée à irriguer les cultures alentour alors que l'autorisation avait été retirée. Le barrage s’étale sur 378 mètres de large et 12,5 mètres de haut pour barrer le lit du ruisseau, et peut retenir 920 000 m3 d’eau. À la suite des procédures engagées le tribunal administratif de Bordeaux a déclaré illégale cette réalisation. Le 10 juillet 2020 le tribunal judiciaire d'Agen a condamné pénalement le président de la chambre d’agriculture du département, et son vice-président à des peines de prison ferme et à des amendes.

## Culture locale et patrimoine

### Lieux et monuments
- Église Sainte-Catherine d'Hauterive. (XVIe siècle). Elle est inscrite à l'Inventaire général du patrimoine culturel[39].
- Église Notre-Dame de Pinel (XVIe siècle). Elle est inscrite à l'Inventaire général du patrimoine culturel[40].
- Église Saint-Pierre de Saint-Pierre-de-Caubel datant du XIe siècle et XVe siècle. Elle est inscrite à l'Inventaire général du patrimoine culturel[41].
- Présence de tombes antiques.

A Saint-Pierre-de-Caubel
- Manoir de Pécaubel (XVIIe siècle) ; est une propriété privée.
  - Château de Caussade (XVIIe siècle).
  - Ancien manoir de Missandre (XVIIe siècle)[42]
  - Église (XIXe siècle).

#### Patrimoine naturel
Le Pech de Pastur ou Pech de Pasture (ancienne graphie) est un site naturel remarquable géré par le Conservatoire d'Espaces Naturels d'Aquitaine. Situé à flanc de coteau, au cœur de la vallée du Lot, ce site offre un intérêt paysager notable grâce au vaste panorama qui permet sur la vallée du Lot au Sud, et sur le village de Monclar et sur la vallée du Tolzac au Nord. Ses pentes fortes parsemées de genévriers et sa richesse en orchidées en font un lieu de grande valeur patrimoniale. Les ruines d'un vieux moulin à vent situées à proximité en renforcent l'attrait. Le site de Pech de Pastur a été labellisé Espace Naturel Sensible (ENS) par le Département de Lot-et-Garonne en 2011. Il est ainsi géré par un plan de gestion quinquennal pour maintenir et développer sa biodiversité.

### Personnalités liées à la commune
- Pierre Sansot, écrivain, philosophe, sociologue.

Vécu son enfance, adolescence et professeur débutant entre Saint-Pierre-de-Caubel (domaine familial) et Villeneuve-sur-Lot (collège-lycée), Marmande (lycée) ; il a consacré 3 de ses ouvrages à cette partie de sa vie. Dans Variations paysagères, son essai consacré sur la notion de "paysage sensible", il émaille son texte de nombreux souvenirs d'enfance liés à des lieux lot-et-garonnais où Saint-Pierre-de-Caubel et la vallée du Lot, qu'il appelle "le Fleuve", sont très présents.

### Héraldique
| Blason de Pinel-Hauterive | Blason  | Tiercé en pairle renversé : au 1er d'azur à deux bandes ondées d'argent, au 2e de gueules à un moulin à vent d'argent, couvert, ouvert et ailé au naturel, au 3e d'or à un chêne au naturel. |
| Blason de Pinel-Hauterive | Détails | Le statut officiel du blason reste à déterminer. |
| Blason de Pinel-Hauterive | Alias   | D'argent à un pieu de sinople. |